# Заплази (Бузау)
Заплази (рум. Zăplazi) насеље је у Румунији у округу Бузау у општини Греабану. Oпштина се налази на надморској висини од 308 m.

## Становништво
Према подацима из 2002. године у насељу је живело 94 становника, од којих су сви румунске националности.